# Pena di morte in Russia
La pena di morte in Russia è attualmente in discussione, anche se legalmente permessa (con l'unico metodo della fucilazione). Esiste sia un'implicita moratoria stabilita dal Presidente e una esplicita, stabilita dall'alta corte delle Nazioni. La Russia non ha più giustiziato nessuno a partire dal 1996 e il regolamento del Consiglio d'Europa vieta di farlo in qualsiasi momento in futuro. Tuttavia la pena di morte rimane ancora nel codice.
In passato, il presidente Vladimir Putin dichiarò più volte che la Russia avrebbe mantenuto la moratoria almeno fino al 2010. Nel novembre 2009 la Corte Costituzionale della Russia ha esteso il divieto fino all'abolizione della pena di morte.

## Storia

### Impero russo
Nella Russia del Medioevo, la pena di morte era estremamente rara, fino a essere bandita in molti, se non la maggior parte, principati. La legge di Yaroslaw applicava delle restrizioni su quali crimini comportavano l'esecuzione. Nel tempo, la legge è stata emendata in gran parte del paese per bandire completamente la pena capitale.
L'Impero Russo ha praticato largamente, così come quasi tutti gli Stati prima del XX secolo. Uno dei primi documenti che assomiglia a un codice penale moderno è stato promulgato nel 1398, il quale menzionava un singolo reato capitale: un furto praticato dopo due condanne precedenti. Il Codice Pskov del 1497 estende in maniera significativa questa lista, menzionando tre casi particolari di furto (quello commesso in una chiesa, il furto di un cavallo, o, come in precedenza, dopo altri due tentativi), così come incendio doloso e tradimento. La tendenza ad aumentare il numero di reati capitali continuò: nel 1649 questa lista includeva 63 crimini, una cifra che fu quasi raddoppiata durante il regno dello Zar Pietro I (Pietro il Grande). I metodi di esecuzione erano estremamente crudeli per gli standard moderni (ma in linea con gli standard del tempo), e includevano l'affogamento, la sepoltura da vivi, e l'introduzione di metallo liquido nella gola.
Sua figlia Elisabetta I non condivideva le opinioni del padre sulla pena di morte, e la sospese ufficialmente nel 1744, promulgando in sostanza una moratoria. Questa durò per 11 anni, fino a quando la pena di morte fu permessa nuovamente, dopo una considerevole opposizione alla moratoria da parte sia della nobiltà che, in parte, della stessa imperatrice.
Quella che forse è stata la prima dichiarazione autorevole e decisa a tal proposito venne da Caterina II, la cui visione liberale proveniva dalla sua accettazione dell'Illuminismo. Nel Nakaz l'imperatrice esprimeva sdegno per la pena di morte, considerandola impropria, e aggiungendo: "Nella società al suo stato normale, la pena di morte non è né utile né necessaria". Tuttavia era ancora in vigore un'eccezione esplicita, nel caso in cui qualcuno, sebbene condannato e incarcerato, "ha ancora i mezzi e il potere per incitare il disordine pubblico". Questa inequivocabile eccezione fu applicata agli ammutinati della Rivolta di Pugačëv nel 1775. Conseguentemente alla presa di posizione di Caterina, i decenni a venire segnarono un cambiamento della pubblica percezione contro la pena di morte. Nel 1824, la stessa esistenza di una tale punizione fu tra le ragioni per cui il legislatore si rifiutò di approvare una nuova versione del codice penale. Solo un anno dopo fallì la rivolta dei Decabristi e una corte condannò 36 ribelli a morte. La decisione di Nicola I di commutare tutte le sentenze, ad eccezione di cinque, fu molto inusuale a quel tempo, specialmente se si considera che la rivolta contro la monarchia risultava quasi sempre in una sentenza di morte automatica, e fu probabilmente dovuta alla mutata visione della società riguardo alla pena di morte. Fino alla fine del XIX secolo, la pena capitale per omicidio non è stata mai virtualmente eseguita, sostituita da 10-15 anni di prigione e lavori forzati, sebbene fosse ancora praticata per tradimento (ad esempio il fratello di Lenin fu impiccato nel 1889). Tuttavia nel 1910 questa fu reintrodotta e ampliata, anche se fu ugualmente usata molto poco.

### Unione Sovietica
La pena di morte fu ufficialmente messa al bando dal governo provvisorio dopo la Rivoluzione di febbraio, il 12 marzo 1917, emanò la proibizione, ma esattamente 2 mesi dopo ne ridusse la validità permettendo l'esecuzione dei soldati al fronte. Tuttavia lo stesso governo durò meno di un anno.
Il Governo sovietico confermò l'abolizione della pena di morte quasi immediatamente dopo aver preso il potere, ma fu molto presto restaurata per alcuni reati. In particolare, Fanny Kaplan fu giustiziata il 4 settembre 1918 per aver tentato di assassinare Lenin il precedente 30 agosto. Nel corso dei decenni successivi, fu alternativamente proibita per i cittadini e accettata per oppositori politici e criminali. Nel capitolo IX della costituzione del 1936 la pena di morte fu totalmente proibita.
Dal 1937 al 1938, molti politici oppositori furono giustiziati nel periodo delle Grandi Purghe. Il numero esatto delle esecuzioni è dibattuto, con ricerche d'archivio che suggeriscono un numero di circa 10.000 persone.
Nel periodo della seconda guerra mondiale la pena di morte fu introdotta per tutti i traditori. Nella maggioranza dei casi i soldati traditori venivano mandati nei Shtrafbat (battaglioni di disciplina NKVD). La pena di morte è stata abolita il 25 maggio 1947 (la pena maggiore diventò di 25 anni di prigione) ma fu restaurata nel 1950: per tradimento e spionaggio, successivamente per omicidio aggravato.

### Limitazioni nello statuto
Dopo la caduta dell'Unione Sovietica, la Federazione Russa praticò la pena di morte in maniera intermittente, con non più di 10 esecuzioni l'anno. Nel 1996, in attesa dell'ingresso della Russia nel Consiglio d'Europa, fu messa una moratoria sulla pena di morte, che è ancora in vigore nel 2022.
L'articolo 20 della Costituzione Russa afferma che ogni individuo ha diritto alla vita e che "fino all'abolizione", la pena di morte può essere eseguita solo per i reati più gravi contro la vita umana. Inoltre, tutte le sentenze di questo tipo richiedono un processo con giuria. Questa formulazione è stata interpretata da alcuni come un requisito affinché la pena di morte, ad un certo punto, potesse essere abolita in futuro.
L'attuale Codice Penale permette la pena di morte per cinque crimini:
- omicidio, con alcune circostanze aggravanti (articolo 105.2)
- attentato alla vita di un Giudice o coinvolta in un'indagine preliminare (articolo 295)
- attentato alla vita di un Ufficiale di un organo di polizia (articolo 317)
- attentato alla vita di uno statista o di un personaggio pubblico (articolo 277)
- genocidio (sezione 357).

### Moratoria
Uno dei requisiti assoluti del Consiglio d'Europa per tutti i membri è che la pena di morte non può essere applicata per alcun crimine. Il metodo preferito dimostrato era l'abolizione e il Consiglio ha dichiarato che avrebbe accettato una moratoria, almeno temporaneamente. Coerentemente con questa regola, il 25 gennaio 1996, il Consiglio ha richiesto alla Russia di applicare una moratoria immediata e l'abolizione completa della pena di morte entro tre anni, per ottenere l'approvazione alla domanda d'ingresso nel Consiglio stesso. In pochi mesi la Russia accettò, divenendo così membro del Consiglio. La moratoria è ancora oggetto di qualche polemica poiché è stata approvata come diritto legale.